# Wasyl Szyszkanyneć
Wasyl Szyszkanynec, ps. „Bir”, Iwan Kozieryński (ukr. Василь Шишканинець, ur. 1921 w Ławocznem, zm. 28 lutego 1948 w Zawadce) – ukraiński wojskowy, porucznik UPA, komendant posterunku Ukraińskiej Policji Pomocniczej w Komańczy.

## Życiorys
Uczestnik walk o Karpacką Ukrainę w 1939. Był dowódcą posterunku Ukraińskiej Policji Pomocniczej w Komańczy. Zdezerterował wraz z całą obsadą posterunku, i na jej bazie utworzył sotnię UPA. Sotnia wzięła udział w zbrodni w Baligrodzie, mimo iż wcześniej Szyszkanynec osobiście zapewniał delegację mieszkańców, że nic im nie grozi ze strony UPA.
Był adiutantem dowódcy kurenia Wasyla Mizernyja „Rena”, później dowódcą sotni „Udarnyki 1” (96), należącej do 1 kurenia „Udarnyky” pod dowództwem „Rena”. W lipcu 1947 jego sotnia przebiła się na teren USRR, a on sam zginął w 1948 r. walce z oddziałem NKWD, wraz z 13 innymi żołnierzami jego oddziału.